# Malansac
 Malansac  (en bretón Malañseg) es una población y comuna francesa, situada en la región de Bretaña, departamento de Morbihan, en el distrito de Vannes y cantón de Rochefort-en-Terre.

## Demografía
| 1906 | 1899 | 1913 | 1896 | 1894 | 1889 |
| Para los censos de 1962 a 1999 la población legal corresponde a la población sin duplicidades (Fuente: INSEE [Consultar]) |      |      |      |      |      |